# Erich Schwarz (Schauspieler)
Erich Schwarz (* 14. Januar 1938 in Dortmund; † 4. Dezember 2014) war ein deutscher Schauspieler und Hörspielsprecher.

## Leben
Der gelernte Industriekaufmann Erich Schwarz besuchte die Schauspielschule Bochum und war zwischen 1958 und 1967 an Bühnen in Bielefeld, Mannheim, Köln und Lübeck, wo er seine spätere Frau Ulla kennenlernte, engagiert. 1967 verpflichtete Boleslaw Barlog ihn an das Berliner Schillertheater, dessen Ensemble er bis zur Schließung des Hauses 1993 angehörte. Schwarz gastierte danach an verschiedenen Bühnen Deutschlands und der Schweiz und war häufig Gast bei Literaturlesungen. Gemeinsam mit seinem Schauspielkollegen Manfred Eisner gründete Schwarz 2003 die Lesebühne „LesArt WIDERHALL“, daneben unterrichtete er leseschwache Kinder in einem von ihm mitbegründeten Legasthenie-Zentrum.
Ende der 1960er Jahre begann Erich Schwarz auch für Film und Fernsehen zu arbeiten und hatte Gastauftritte in bekannten Serien wie Liebling Kreuzberg, Der Alte, Polizeiruf 110, Praxis Bülowbogen und einigen Tatort-Episoden. Im Kino sah man Schwarz in den beiden Loriot-Filmen Ödipussi und Pappa ante portas jeweils in kleinen Rollen als Kellner. Darüber hinaus wirkte er bis Mitte der 1990er Jahre in einer Reihe von Hörspielproduktionen mit.
Erich Schwarz litt mit zunehmendem Alter an Demenz und verbrachte seine letzten Lebensmonate in einem Pflegeheim. Seine Frau Ulla war bereits im September 2014 verstorben. Gemeinsam ruhen sie im Kolumbarium auf dem Alten St.-Matthäus-Kirchhof Berlin.

## Filmografie
- 1967: Sherlock Holmes – Die Liga der Rothaarigen
- 1969: Asternplatz 10 Uhr 6
- 1970: Unternehmer
- 1972: Das Jahrhundert der Chirurgen – Das Patent
- 1972: Gelobt sei, was hart macht
- 1975: Lehmanns letzter Lenz
- 1975: Kleine Bank mit schlechten Noten
- 1976: Vera Romeyke ist nicht tragbar
- 1977: Tatort – Feuerzauber
- 1977: Gruppenbild mit Dame
- 1977: Kante
- 1977: Neues aus Uhlenbusch
- 1979: Tatort – Alles umsonst
- 1979: Denkste!? – Holger wohnt im Zoo
- 1980: Meister Timpe
- 1980: Gesucht wird… Drei Geschichten um nicht ganz ehrenwerte Herren
- 1980: Mein Gott, Willi!
- 1981: Und plötzlich bist du draußen
- 1981: Der Mann im Pyjama
- 1981: Jeans
- 1981: Recycling (Kurzfilm)
- 1983: Kommissariat 9 – Ein Köder aus viel Phantasie
- 1984: Der Snob
- 1984: Ich hatte einen Traum
- 1984: Die Platzanweiserin
- 1985: Gotcha! – Ein irrer Trip
- 1986: Didi – Der Untermieter – Freitag, der 13.
- 1987: Praxis Bülowbogen – Folgen: Schönes Wochenende und Ein Pfund Kirschen zu viel
- 1988: Ödipussi
- 1988: Liebling Kreuzberg – Hausbesuche
- 1989: Spreepiraten – Bye, bye, Mama!
- 1989: Der Leibwächter
- 1989: Drei unter einer Decke
- 1990: Der doppelte Nötzli
- 1990: Hitlerjunge Salomon
- 1990: Vorwärts
- 1991: Pappa ante portas
- 1991: Wie gut, daß es Maria gibt – Johannes der Büßer
- 1993: Unser Lehrer Doktor Specht – Eine Herzensangelegenheit
- 1994: Salto Postale – Urlaubs-Reife
- 1994: Liebling Kreuzberg – Wer schmeißt denn da mit Lehm?
- 1994: Der Alte – Mädchenfalle
- 1994: Polizeiruf 110 – Opfergang
- 1994: Frauenarzt Dr. Markus Merthin – Mechthilds Baby
- 1994: Stadtklinik – Wehrlos
- 1995: Tatort – Endstation
- 1995: Wolffs Revier – Das dritte Auge
- 1996: Mona M. – Mit den Waffen einer Frau – In der Falle
- 1996: Max Wolkenstein – In der Falle
- 1996: Stadtklinik – Klaras Opfer
- 2002: Rosa Roth – Die Abrechnung
- 2009: Helle (Kurzfilm)

## Hörspiele
- 1966: Smog – Autor: Max von der Grün – Regie: Hans Gerd Krogmann
- 1982: Der Kunst in die Arme geworfen – Kantate für Sprechstimmen und das 19. Jahrhundert – Autorin: Ursula Krechel – Regie: Jutta Brückner
- 1983: Der rote Rollberg – Autor: Peter-Paul Zahl – Regie: Ulrich Gerhardt
- 1985: Die Soldaten – Autor und Regie: Barry Bermange
- 1985: Das Land des Truthahns und des Hirsches – Autor und Regie: Peter Michel Ladiges
- 1985: Das Volk von Grenada – Autor: Hubert Fichte – Regie: Peter Michel Ladiges
- 1986: Der moderne Tod der Maria Mall – Autorin: Angelika Stein – Regie: Ursula Weck
- 1987: Hinterhof Berlin Mitte – Autor: Josef Budek – Regie: Ludwig Schultz
- 1987: Die Feuerblume – Autorin: Gerlind Reinshagen – Regie: Ulrich Heising
- 1988: Pointer und die Herren im Dunkeln – Autor: Michael Stein – Regie: Bernd Lau
- 1988: Search/Auf der Suche – Autor: Peter Rosei – Regie: Ludwig Schultz
- 1988: Wie Mirabelle die Allerweltsstadt veränderte – Autorin: Gabriele M. Göbel – Regie: Ulli Herzog
- 1990: Das Alibi – Autor und Regie: Ludwig Schultz
- 1991: Schillers Leiche – Autor: Uwe Mengel – Regie: Holger Rink
- 1994: Ein selten Pergament nicht unbeschrieben – Autor: Hans Joachim Schädlich – Regie: Ulrich Gerhardt
- 1995: Kurtis Kunde – Autor: Peter Jacobi – Regie: Robert Matejka
- 1995: Der blonde Engel – Autor: Dirk Schmidt – Regie: Burkhard Ax
- 1995: Mein wunderbares Schattenspiel (2. Teil: Freud und Leid wird Wirklichkeit) – Autoren: Peter Steinbach und Christoph Busch – Regie: Holger Rink